# Lilian Ross Fraser

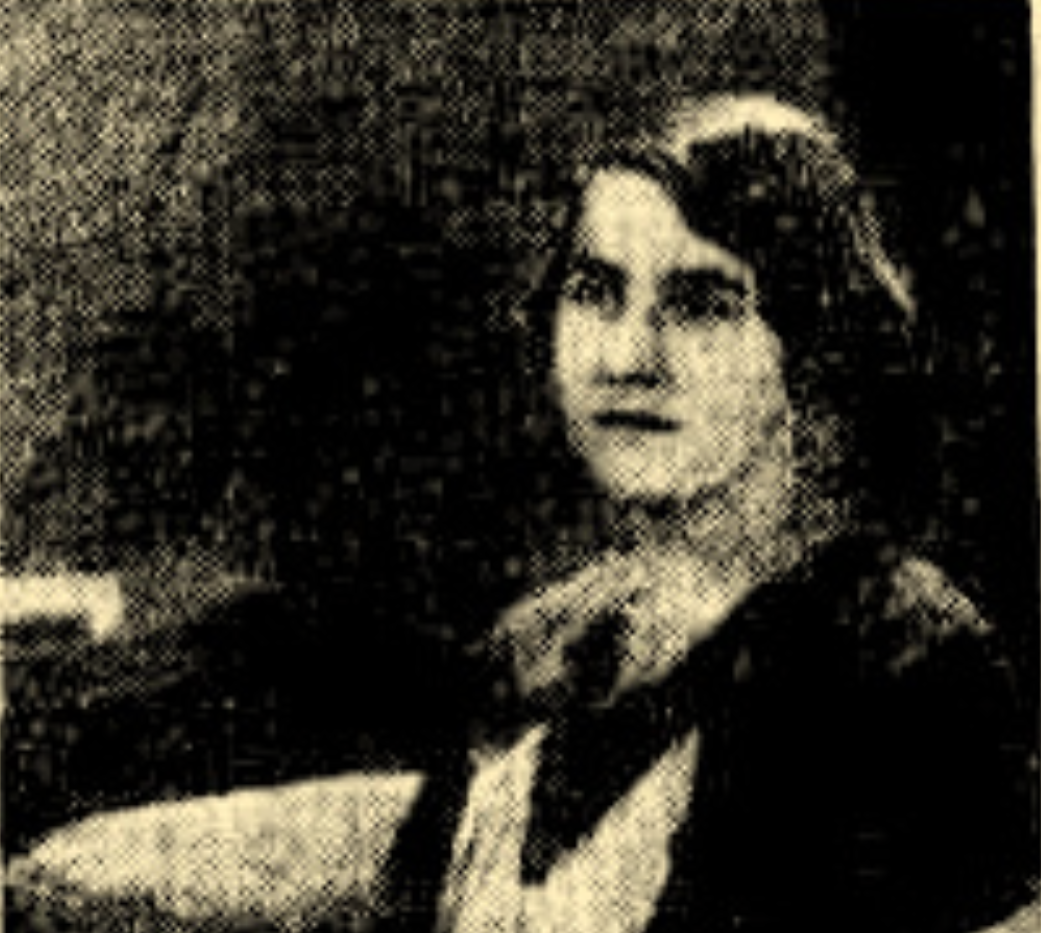
Lilian Ross Fraser, 1937

 Lilian Ross Fraser (* 8. August 1908 in Kurrajong, New South Wales; † 5. Oktober 1987 in Hornsby, New South Wales) war eine australische Botanikerin und Mykologin. Sie war die erste Frau, die als stellvertretende Pflanzenpathologin im Landwirtschaftsministerium von New South Wales angestellt wurde. Ihre Arbeit zur Identifizierung mehrerer Krankheiten wie Brandflecken, Rußschimmel und Wurzelfäule war für die australische Zitrus-, Avocado- und Apfelindustrie von großem Nutzen.

## Leben und Werk

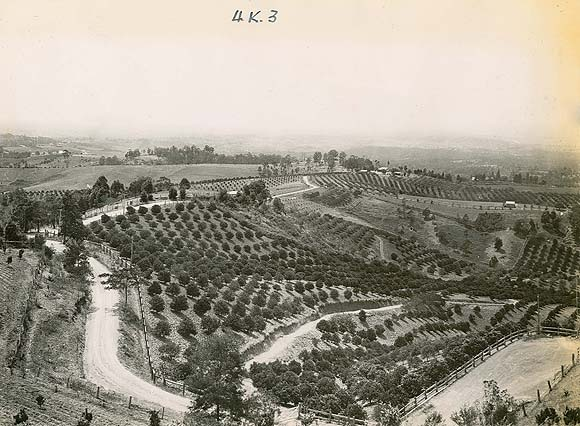
Historisches Foto lokaler Zitrusplantagen in Kurrajong

Fraser verließ 1925 die Sydney Girls’ High School und studierte an der Fakultät für Naturwissenschaften der University of Sydney. Nach ihrem Bachelor of Science-Abschluss 1930 mit Auszeichnung in Botanik erhielt sie 1932 den  Master of Science. Mit einem Linnean Macleay Fellowship konnte sie von 1931 bis 1936 an der Universität forschen. Während dieser Zeit reiste sie 50.000 Meilen mit ihrer Freundin Joyce Winifred Vickery in einem gebrauchten Chevrolet Tourer von 1926 durch New South Wales. Beide erkundeten den oberen Williams River und die Barrington Tops und veröffentlichten auf diesen Reisen eine Reihe ökologischer Arbeiten. 1937 entdeckten Fraser und Vickery gemeinsam das heimische Gras Lomandra hystrix.
Fraser promovierte 1937 als erste Frau in Naturwissenschaften an der University of Sydney. Sie arbeitete anschließend am Imperial College London und am Imperial Mycological Institute, wo sie sich mit dem Wachstum, der Fortpflanzung und der Taxonomie von Pilzen beschäftigte. Danach forschte sie 1939 mit einem Commonwealth-Forschungsstipendium an der Universität Sydney über den Pilzbefall gelagerter Äpfel.
Im Jahr 1940 wurde sie als Assistentin für Pflanzenpathologie im Landwirtschaftsministerium eingestellt. Dort beriet sie auch zu Krankheiten von Zierpflanzen und identifizierte Blattrollen als ein großes Problem bei Weinreben in New South Wales. Sie war die erste Frau, die 1960 in eine Verwaltungsposition im Landwirtschaftsministerium von New South Wales aufgenommen wurde, als sie dort leitende Biologin wurde. Als Pflanzenpathologin sammelte sie dort viele Brandpilze. Ihre Sammlungen wurden zu den Typusexemplare für fünf von Hans Sydow beschriebene Arten: Plainclothes mutabilis Syd., Sorosporium polycarpum Syd.,Ustilago serena Syd., Ustilago valentula Syd. und Sorosporium fraserianum Syd. Zwei weitere neue Arten, Entyloma arctotis Vánky und Sporisorium lingii Vánky, wurden später in Frasers Sammlungen gefunden.

## Forschung zu Zitrusviren
Fraser wurde als erste Frau für ihre Arbeit zur Zitruspathologie geehrt, die als Fellow des Australian Institute of Agricultural Science aufgenommen wurde. Frasers Forschung zur Aufklärung des komplexen Verhaltens von Zitrusviren und ihrer Wirkung auf verschiedene Arten und Sorten erregte auch im Ausland Aufmerksamkeit. Sie nahm 1957 an einer Konferenz über Zitrusviren in Kalifornien teil. Dort forschte sie dann auch 1957 an Rebenkrankheiten und arbeitete ebenfalls in North-South Wales an Weinrebenkrankheiten und deren Bekämpfung. Sie identifizierte mehrere Pflanzenkrankheiten, darunter den Pilz Phytophthora citrophthora.
Von 1968 bis zu ihrer Pensionierung 1973 war sie Chefbiologin des Biological and Chemical Research Institute.
Fraser war von 1948 bis 1949 und von 1956 bis 1957 Präsidentin der Linnean Society und Gründungsmitglied der International Organization of Citrus Virologists.
Die Abkürzung L.R.Fraser wird für die Angabe von Lilian Ross Fraser als Autorin in der wissenschaftlichen Beschreibung und Klassifizierung von Pflanzen verwendet.

## Ehrungen
- Linnean-Macleay-Stipendium
- Fellow des Australian Institute of Agricultural Science